# Град Ваљево
Град Ваљево је један од градова у Републици Србији и припада Колубарском округу. Налази у западној Србији у горњем делу слива реке Колубаре (притоке Саве), на контакту између планинског и низијског дела Србије. Град Ваљево се граничи на северу са општинама Уб и Коцељева, на западу са Осечином и Љубовијом, на југу са Бајином Баштом и Косјерићем и на истоку са Мионицом и Лајковцем.
Територија града је неправилног ромбоидног облика. Овај простор у правцу запад-исток пресеца долина реке Колубаре. Северно од ове долине територија је брежуљкаста и заталасана, док је на југу рељеф значајније издигнут чинећи терасасте форме северне подгорине ланца Подрињско-ваљевских планина све до самог гребена и врхова Маљена, Букова, Повлена, Јабланика и Медведника који се издижу до преко 1.200 метара надморске висине.
По подацима из 2004. град заузима површину од 905 km² (од чега на пољопривредну површину отпада 58.369 ha, а на шумску 26.503 ha). Седиште града као и округа је градско насеље Ваљево. Град Ваљево има 78 насеља: 2 градска и 76 сеоска насеља. По подацима из 2011. године у граду је живело 90.312 становника. Према подацима пописа 2022. Град Ваљево има 82.169 становника. По подацима из 2004. природни прираштај је износио -3,2 ‰, а број запослених износи 32.215 људи. У Ваљеву има 56 основних и 7 средњих школа.

## Становништво
У  веку, нарочито у другој половини, уочљиво је нагло ширење градског подручја Ваљева на рачун смањивања насељености села, пре свега села у брдској и планинској зони. Раст укупног броја становника који је средином 20. века био изразит, заустављен је крајем 20. века (1991 — 96.530, 2002 — 96.761).
Старосна структура становништва и полна структура становништва је значајно неповољнија данас у односу на време од пре две и три деценије. Изразит је процес старења домаћинстава у сеоском подручју али се то све више односи и на градско подручје, тако да је на последњем попису уочен негативан укупни природни прираштај.

### Насеља
Већина становника (65%) живи на градском подручју. Град Ваљево се састоји од 78 насеља. Осим специфичности самог града Ваљева, могу се уочити три главна типа урбанизације и структуре насеља. У долини Колубаре насеља су гушћа и пружају се дуж северних обала реке и доминантних саобраћајница које се ту налазе (пут и пруга). Насеља су збијена са тенденцијом даљег уситњавања поседа и интензивније изградње нових стамбених и економских објеката. Од насеља овог типа у овом документу представљена су Дивци. У северној зони побрђа насеља су махом лоцирана у увалама и мањим котлинама али и на блажим превојима. Мање су збијена и уз окућницу се налазе пољопривредне површине мање или средње величине (Ваљевска Каменица, Бранковина итд.). На простору Ваљевске подгорине и обода планинског венца насеља су најчешће разбијена, домаћинства су раширена на већој површини а стамбени и економски објекти се граде на блажим падинама, проширеним долинама водотокова и на од ветра заклоњенијим местима (Дивчибаре, Лесковице, Поћута итд.).
На територији града Ваљева има 2 градска насеља:
- Ваљево и
- Дивчибаре;

и 76 сеоских насеља:
| - Бабина Лука, - Балиновић, - Бачевци, - Белић, - Белошевац, - Беомужевић, - Близоње, - Бобова, - Богатић, - Бранговић, | - Бранковина, - Брезовице, - Бујачић, - Веселиновац, - Влашчић, - Врагочаница, - Вујиновача, - Гола Глава, - Горић, - Горња Буковица, | - Горња Грабовица, - Горње Лесковице, - Дегурић, - Дивци, - Доња Буковица, - Доња Грабовица, - Доње Лесковице, - Драчић, - Дупљај, - Жабари, | - Забрдица, - Зарубе, - Златарић, - Јазовик, - Јасеница, - Јовања, - Јошева, - Каменица, - Кланица, - Клинци, | - Ковачице, - Козличић, - Котешица, - Кунице, - Лелић, - Лозница, - Лукавац, - Мајиновић, - Мијачи, - Миличиница, |

| - Мрчић, - Оглађеновац, - Осладић, - Пакље, - Пауне, - Петница, - Попучке, - Пријездић, - Причевић, - Рабас, | - Равње, - Рађево Село, - Ребељ, - Ровни, - Сандаљ, - Седлари, - Ситарице, - Совач, - Станина Река, - Стапар, | - Стрмна Гора, - Стубо, - Суводање, - Сушица, - Таор, - Тубравић и - Тупанци |

## Географија
Град Ваљево је окружен венцем планина (Медведник, Јабланик, Повлен, Маљен и Сувобор) и брдима која су пуна чистог ваздуха, лековитог биља, шумских плодова и дивљачи. На 35 km од града Ваљева, на планини Маљен, на 1.000 метара надморске висине, налази се ваздушна бања Дивчибаре. Дивчибаре имају мешавину морске, карпатске и панонске климе, што веома повољно утиче на дисајне органе, те одатле и потиче назив „ваздушна бања”.
Поред Мионице, налази се Бања Врујци, надалеко позната по лековитом блату за реуматске болести има и хотелско-спортски комплекс са базенима.
Клисура реке Градац, чији се ток са скоро нетакнутом природом завршава у центру града, омиљено је излетиште Ваљеваца у врелим летњим данима. Градац је једна од најчистијих европских река, што доказује и присуство видри, које настањују искључиво чисте воде. Обилује поточном пастрмком, тако да је рај за љубитеље пецања на мушицу. Старе воденице поточаре су један од симбола овог заштићеног природног добра површине 1300 хектара, које је општина поверила на старање Еколошком друштву „Градац”.

### Клима
Ваљевски крај има релативно стабилну, умереноконтиненталну климу, са извесним специфичностима, које се манифестују као елементи субхумидне и микротермалне климе.
Средња годишња температура ваздуха у Ваљеву је 11 °C. Најхладнији месец је јануар, са средњом температуром ваздуха од -0,2 °C, а најтоплији, јул са просечном температуром од 21,4 °C. Највиша икад забележена температура је била 42,5 °C а најнижа -29,6 °C.
Ваздушни притисак у Ваљеву показује знатну променљивост, са највећом средњом вредношћу у октобру и јануару, 998,3 милибара и 998,0 милибара, а најмањом у априлу 993,3 милибара. Екстремне средње месечне вредности ваздушног притиска су 1010,3 милибара у јануару и 985,5 милибара у децембру.
Релативна влажност ваздуха у подручју ваљевског краја, са средњом годишњом вредношћу од 74,6% указује на умерену влажност ваздуха.
У просеку, општина Ваљево има укупно 198,9 сунчаних часова годишње, односно 44,8% потенцијалног осунчавања, са најсунчанијим месецом, јулом (281,8 часова) и најоблачнијим, децембром (68,6 часова).
Падавине у Ваљевском крају имају обележје средњоевропског, подунавског режима годишње расподеле. Средња годишња висина падавина у Ваљеву износи 785,7 милиметара; најкишовитији месец је јун, са 100,1 милиметара, а најсувљи фебруар, са 45,9 милиметара.
Снега у Ваљевском крају просечно има 30,9 дана. У великом делу колубарског и тамнавског слива је средња годишња учестаност дана са снежним покривачем до 40 дана. Просечан први дан са снежним покривачем у Ваљеву је 1. децембар. Просечан последњи дан са снежним покривачем у Ваљеву је 16. март, а на највишим теренима после 1. маја.

## Привреда
Као и у многим другим деловима Србије, привреда Ваљево пролази кроз изузетно тежак период преструктурирања. Пропаст великих државних предузећа која су запошљавала далеко највећи део радно активног становништва, довео је до изузетно великог пораста незапослености али и нестабилности и кризе у многим привредним областима (примарна пољопривреда, грађевинарство, туризам).
Иако је Ваљево још пре пар деценија почело да фаворизује и подстиче развој приватног сектора и малих и средњих предузећа, озбиљнији замах у процесу оснивања и покретања делатности у овој области привреде осећа се тек последњих неколико година али су укупни ефекти по доходак и запошљавање још увек недовољни. Разлога за ово има више.
По висини просечне плате као и показатељима производа по становнику, Ваљево се налази доста ниско у односу на друге средине сличне величине, положаја и затеченог степена развијености у Србији.

### Пољопривреда
И поред форсирања индустрије у другој половини XX века, Ваљево је остало доминантно пољопривредно подручје. Од укупне површине 65% чини пољопривредно земљиште — 5.840.200 хектара од чега 4.823.900 хектара обрадивог пољопривредног земљишта а од тога 2,9 милиона хектара под ораницама и баштама, 0,8 милиона хектара под воћњацима а 0,2 милиона хектара под ливадама и пашњацима. Под шумом се налази 2,7 милиона хектара а око 0,5 милиона хектара је неплодно земљиште (углавном у крашким областима).
Интензивна пољопривредна производња до скора је била везана доминантно за долину и блиски појас око Колубаре и већих притока, док је на побрђу и подгорину Ваљевских планина била карактеристична екстензивна пољопривреда где се највећи део домаћинстава бавио комбинованим активностима у области сточарства, воћарства и, мање, повртарства.
У последње време уочљиво је интензивно раслојавање пољопривредних домаћинстава где се издвајају домаћинства која почињу да се преоријентишу на интензивну и специјализовану производњу (воћарство: малина, купина, јабука, шљива; сточарство: фарме јунади и свиња; перадарство и постепени раст производње рибе у рибњацима мале и средње величине).
Са пропашћу великих пољопривредно-индустријских предузећа („Србијанка“, „Подгорка“), јавила се уочљива нестабилност и криза у неким доменима.

### Индустрија
Ваљевску индустрију карактеришу пре свега металски и пољопривредно — прехрамбени комплекс. Криза која је наступила почетком 90-их година довела је до наглог пропадања великих државних и друштвених предузећа. Данас се већина друштвених предузећа, као и у осталим градовима у Србији, налази у процесу реструктурирања и приватизације. У процесу приватизације су текстилна индустрија, индустрија намештаја, картонске амбалаже, штампарије и велика предузећа из области металопрераде. Холдинг компанија „Крушик“ је склопила уговор са Ираком вредности 20 милиона долара, при чему је упослен додатни део радника ради реализације посла.
Са друге стране, у Ваљеву постоји већи број малих и средњих приватних индустријских предузећа које се баве различитим делатностима и чије је пословање углавном стабилно. Такође, у последње време је приметан пораст интересовања страних инвеститора за пословање у општини Ваљево. Тако су своје производне погоне у Ваљеву изградиле аустријска компанија „Аустротерм", италијанска „Голден Леди“ и словеначка компанија „Горење“. Од 2012. године у граду послују и два мегамаркета — „Рода маркет" у власништву словеначког „Меркатора" и „Интерекс" у власништву Интермаршеа.

### Туризам
Ваљево и околина имају значајне туристичке потенцијале, најпре када је у питању планински, бањски, рекреативни, верски или авантуристички туризам. Истакли би планину Маљен са чувеном висоравни Дивчибаре, која је најпопуларнија. То је прва планина на коју се наилази идући из Београда или из правца Војводине. Лети је погодна за одмор и рекреативни туризам услед повољне ваздушне климе, а зими за спортове и боравак на снегу.

### Јавна предузећа
У Ваљеву функционише пет јавних комуналних предузећа која у сарадњи са општинском владом одржавају виталне функције града. То су ЈКП „Водовод“, ЈКП „Видрак“, ЈКП „Полет“, ЈКП „Ваљево“ и ЈКП „Стубо — Ровни“. У наредном периоду, у области комуналне изградње, планира се неколико значајних пројеката: топлификација града, изградња нове депоније и постројења за рециклажу отпада, реконструкција магистралних и локалних путева, побољшање јавног превоза, наставак рада на брани Стубо — Ровни итд.

## Културноисторијске знаменитости
- Бранковина — родно место чувене српске породице Ненадовић. Познати чланови ове породице су Алекса Ненадовић, прота Матеја Ненадовић, војводе Јаков, Сима и Јеврем, Љуба Ненадовић, књижевник, као и краљица Персида, мајка краља Петра I. Бранковина се такође везује за Десанку Максимовић, која је тамо провела своје детињство. Комплекс знаменитости Бранковине обухвата задужбину проте Матеје Ненадовића, цркву св. Арханђела, Протину школу, Десанкину школу, вајат породице Ненадовић, грбове Ненадовића и Десанке Максимовић, старе куће у порти цркве[3].
- Манастир Ћелије, смештен у живописном кањону реке Градац, потиче из 14. века. Познат је по чувеном теологу др Јустину Поповићу, који је ту био духовник од 1948. до седамдесетих година прошлог века. Архимандрит Јустин Поповић је аутор многих значајних студија о православљу и један од оснивача Српског филозофског друштва. Ћелије, заједно са оближњим манастиром у Лелићу, представљају стециште великог броја ходочасника током читаве године.[3]
- Манастир Лелић, је саграђен двадесетих година 20. века у коме се налазе мошти Николаја Велимировића, чувеног мислиоца и доктора филозофије са Оксфорда[3].
- Манастир Пустиња датира из 17. века, иако се верује да је постојао и раније. Одликује се архитектуром рашке школе, и добро очуваним фрескама међу којима се истиче фреска св. Јована Крститеља, која се налази под заштитом УНЕСКО.[3]
- Црква Покрова Пресвете Богородице, Ваљево (1836)
- Храм Васкрсења Господњег, ново светилиште чија је изградња у току.[3]

### Манифестације и прославе
- Светосавска атлетска трка (27. јануар)
- Дечји фестивал спорта и рекреације на Дивчибарама (фебруар)
- Фестивал флаутиста музичких школа и академија (март)
- Фестивал ауторског филма (април)
- Ју џез фестивал (први викенд у мају)
- Десанкини мајски разговори (Ваљево — Бранковина 15-16. мај)
- Међународни фестивал дечјег фолклора (мај)
- Републичка смотра рецитатора (мај)
- Дани лековитог биља на ваљевским планинама (последњи викенд јуна)
- Дани дечје културе (мај-јун)
- Дани малине у Бранковини (јун)
- Петровдански дани у Ваљевској Каменици (11-12. јул)
- Рели џипова ваљевским планинама (јул)
- Двориште — књижевне вечери (јул-август)
- Тешњарске вечери (друга половина августа)
- Скуп мотоциклиста (август)
- Љубини дани (од 14. септембра до краја текуће године)
- Октобарски сусрети писаца — Десанки у част (октобар)
- Дани гљива на Дивчибарама (први викенд октобра

Партнерски градови
Ваљево је побратимљено са :
- Сочи (Русија) од 2019. године.[6]

## Галерија
- Ваљево, Храм Васкрсења Господњег
- Народни музеј Ваљево
- Народни музеј Ваљево
- Ваљево, Споменик палим борцима
- Ваљево, Споменик палим борцима
- Ваљево, Дом омладине
- Ваљево, Споменик Десанки Максимовић
- Ваљево, Споменик борцима Револуције
- Ваљево, Бирчанинова улица
- Конак кнеза Јована Симића-Бобовца
- „Муселимов конак“ - најстарија зграда у Ваљеву, сада музеј
- „Муселимов конак“
- „Муселимов конак“
- „Муселимов конак“
- Парк Пећина